# 支城
支城（しじょう）とは、本城を守るように配置された補助的役割を持つ出城・砦・陣屋などのことを指す。枝城（えだじろ）などとも呼ばれた。戦国時代には、本城・支城間に支城網（しじょうもう）と呼ばれる多彩な連絡網が形成されるようになった。

## 語源
漢語的に「本城（ほんじょう）」という言葉を使う場合はそれに対して「支城（しじょう）」と言い、大和言葉的に「根城（ねじろ）」という言葉を使う場合はそれに対して「枝城（えだじろ）」と言う。「枝城」の「枝」（えだ）という文字はきへんの右側に「支」と書く文字であり、「枝」と「支」は、ほぼ同じ意味の言葉。また、「本城」の「本」という字も、「木」という象形文字の幹を表す部分の下方に横線を描くことでその部位を指し示しており、つまり「本」という字は もともと「木の根元」や木の中心的部分（幹の部位、枝ではない部位）を表しているので、もともとはほぼ同義の字・言葉である。つまるところ「支城」「枝城」どちらの言葉を使うにせよ、城と城の関係を身近な木・樹木の構造に喩えて表現しているわけである。

## 種類
支城には役割によって様々な種類があり、規模も大小様々である。
防衛拠点
- 詰の城

本城を守る防衛用の出城（でじろ）。本城に近く、尚且つ山など防衛に適した要害の地に作られることが多い。
- 直轄支城

城攻め用
- 向城・付城・対の城

城攻めの際に城に相対するように築城する城（付城に関しては本城に付属する城を指す場合もある）。
間接的な支城
- 境の城・境目の城

領地の境にある城。織田信長による中国攻めに備えて、毛利氏は備中国の境界にある「境目七城（冠山城・高松城・宮地山城・鴨庄城・日幡城・松島城・撫川城）」により守りを固めた。
- 番城・番手城

城主がおらず本城から直轄されている支城（江戸時代の大阪城や二条城なども公儀の番城としてこれに当たる）。
- 繋の城・伝えの城

狼煙による通信連絡を行ったり、街道の関所、兵員の集結、移動、宿営のための駐屯基地などの役割を担う城。
その他
- 陣城

野戦時などに臨時構築される簡易の城。

## 支城網
支城網（しじょうもう）とは日本の主に戦国時代に発達した、各地域の拠点や本拠となる本城と、それを守るように周囲に補助的役割の支城・枝城・端城などと呼ばれる城・砦・陣屋群を張り巡らせた防衛及び統治ネットワークを指す。
支城網の例
- 関東地方を支配した後北条氏は、居城の小田原城（現・神奈川県小田原市）を中心として、120の城砦による支城網を構築していた。
- 上野国の箕輪城（現・群馬県高崎市）には、大小302もの支城・砦で構築された支城網があった。
- 出雲国を支配した尼子氏は、居城の月山富田城（現・島根県安来市）の防衛線として、出雲各地に尼子十旗・尼子十砦と呼ばれる10の主要な支城と10の城砦を築いた。

## 終焉
本城を守備し支える拠点である支城は、同時に反抗勢力の攻撃拠点となるリスクも抱えていた。そのため、敵の反攻を防ぐ目的で破城されることもあった。
中央集権体制による天下統一を目指した織田信長や豊臣秀吉は、支配下に置いた地域の支城を破却して整理しており、最終的に江戸幕府が出した一国一城令（1615年）により、支城は全て廃城となった。